# Tegera Arena
Die Tegera Arena (zuvor Ejendals Arena) ist eine Mehrzweckhalle im schwedischen Ort Leksand, Dalarnas län. Die Halle ist die Heimspielstätte des Eishockeyclubs Leksands IF aus der höchsten schwedischen Spielklasse, der Svenska Hockeyligan (SHL). Benannt ist die Arena nach Tegera, einen Arbeitshandschuh, den der Hauptsponsor Ejendals vertreibt.

## Geschichte
Das 1965 erbaute Isstadion Leksands fasste 6300 Zuschauer und wurde ab 2004 saniert, wobei die Kapazität vergrößert wurde und zusätzlich 272 V.I.P.-Plätze geschaffen wurden. Der Neubau, der von der Peab durchgeführt wurde, begann am 5. Juli 2004 und wurde im Oktober 2005 abgeschlossen. Dabei fielen Gesamtkosten in Höhe von 129 Millionen Kronen (rund 12,7 Mio. Euro) an. Die Tegera Arena gehört ganz Leksands IF Immobilien LTD, eine Tochtergesellschaft von Leksands IF. Der Bau begann am 5. Juli 2004 und wurde im Oktober 2005 abgeschlossen. Am Ort hatte zuvor das Leksand Eisstadion von 1966 gestanden. Der Bau wurde von Generalunternehmer PEAB durchgeführt. Die Tegera Arena gehört der Leksands IF Fastighets AB, eine Tochtergesellschaft des Leksands IF. Bis Herbst 2010 war der Name des Halle Ejendals Arena, benannt nach dem Hauptsponsor, der gleichzeitig auch die Sponsorrechte besitzt. Das Unternehmen entschied sich aber für einen Namenswechsel um die Marke Tegera, einen Arbeitshandschuh, zu fördern.

## Veranstaltungen
Die Tegera Arena war neben der FM Matsson Arena im benachbarten Mora Veranstaltungsort der Eishockey-Weltmeisterschaft der U20-Junioren 2007. In Leksand fand sowohl das Halbfinale als auch das Finale statt. 

Der offizielle Zuschauerrekord von 8017 Zuschauern wurde am 6. Januar 2006 bei einem Spiel gegen den rivalisierenden Mora IK erreicht, allerdings wurde seitdem die maximale Kapazität aufgrund von Sicherheitsauflagen auf 7650 Plätze verringert.
Neben Eishockeyspielen, bietet die Arena auch Platz für Konzerte und andere Veranstaltungen. 2006, 2009 und 2011 war die Arena Schauplatz für das Melodifestivalen, die schwedische Vorentscheidung zum Eurovision Song Contest.

## Galerie

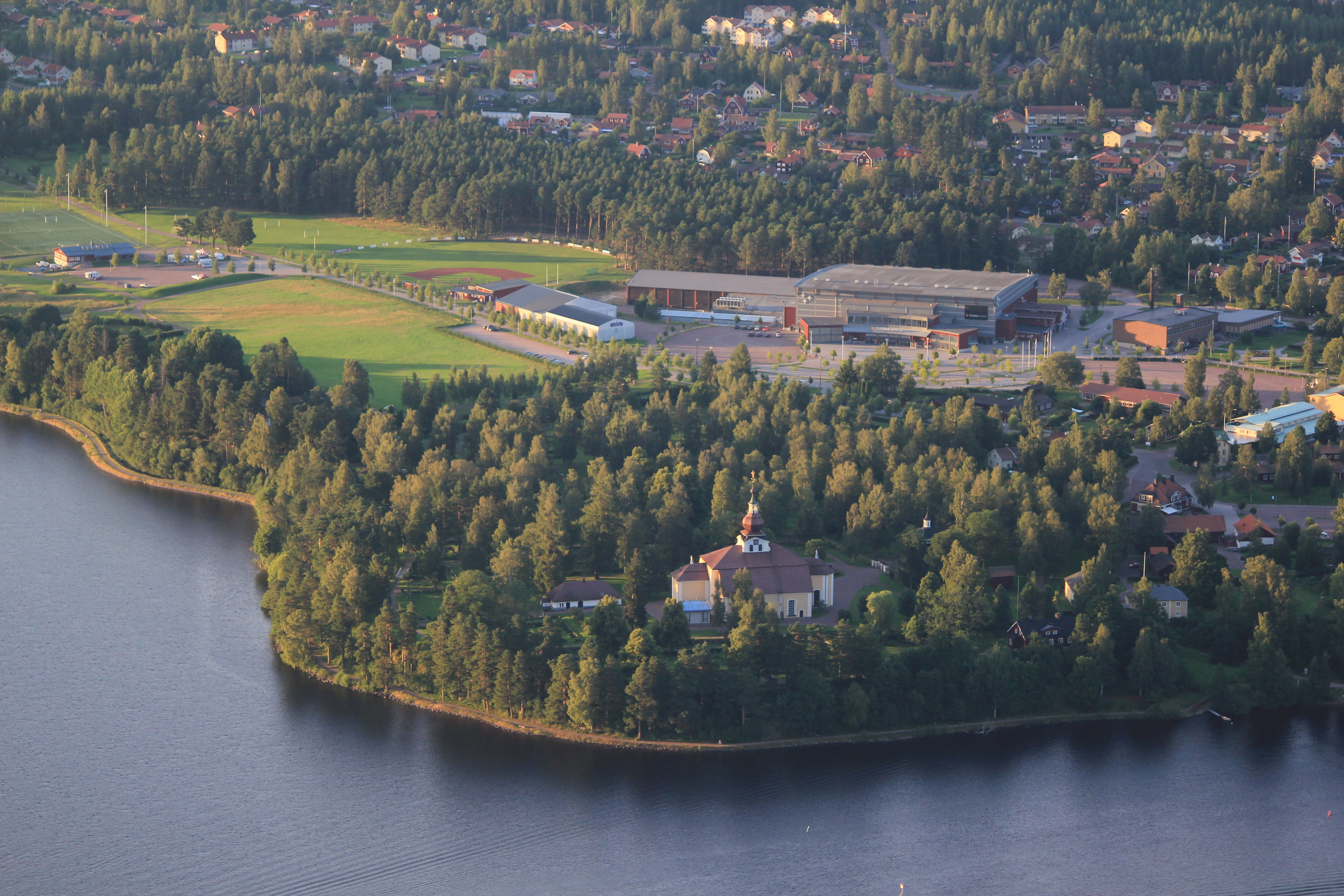
Die Tegera Arena aus der Vogelperspektive
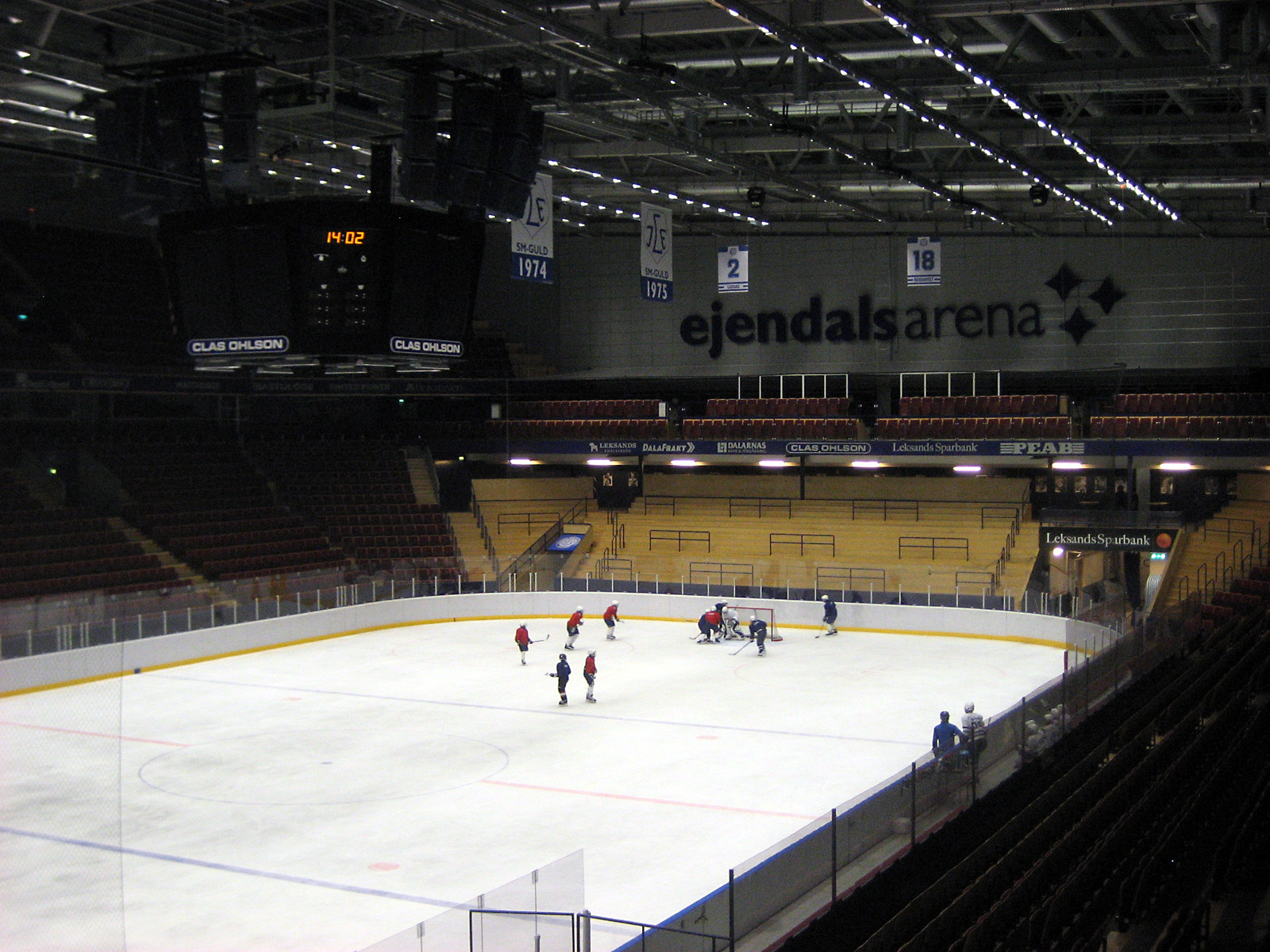
Die Tegera Arena in der Innenansicht
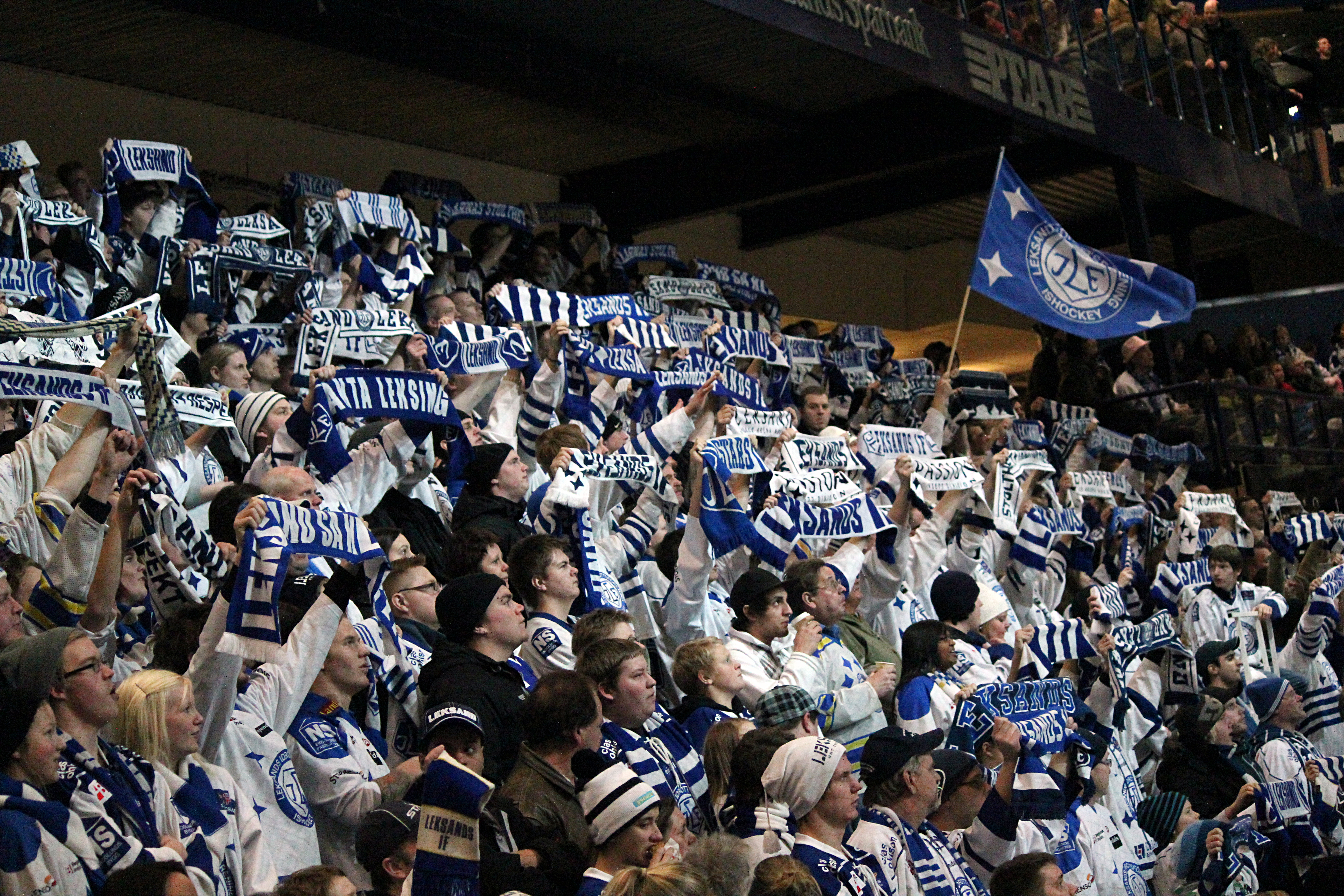
Die Fankurve
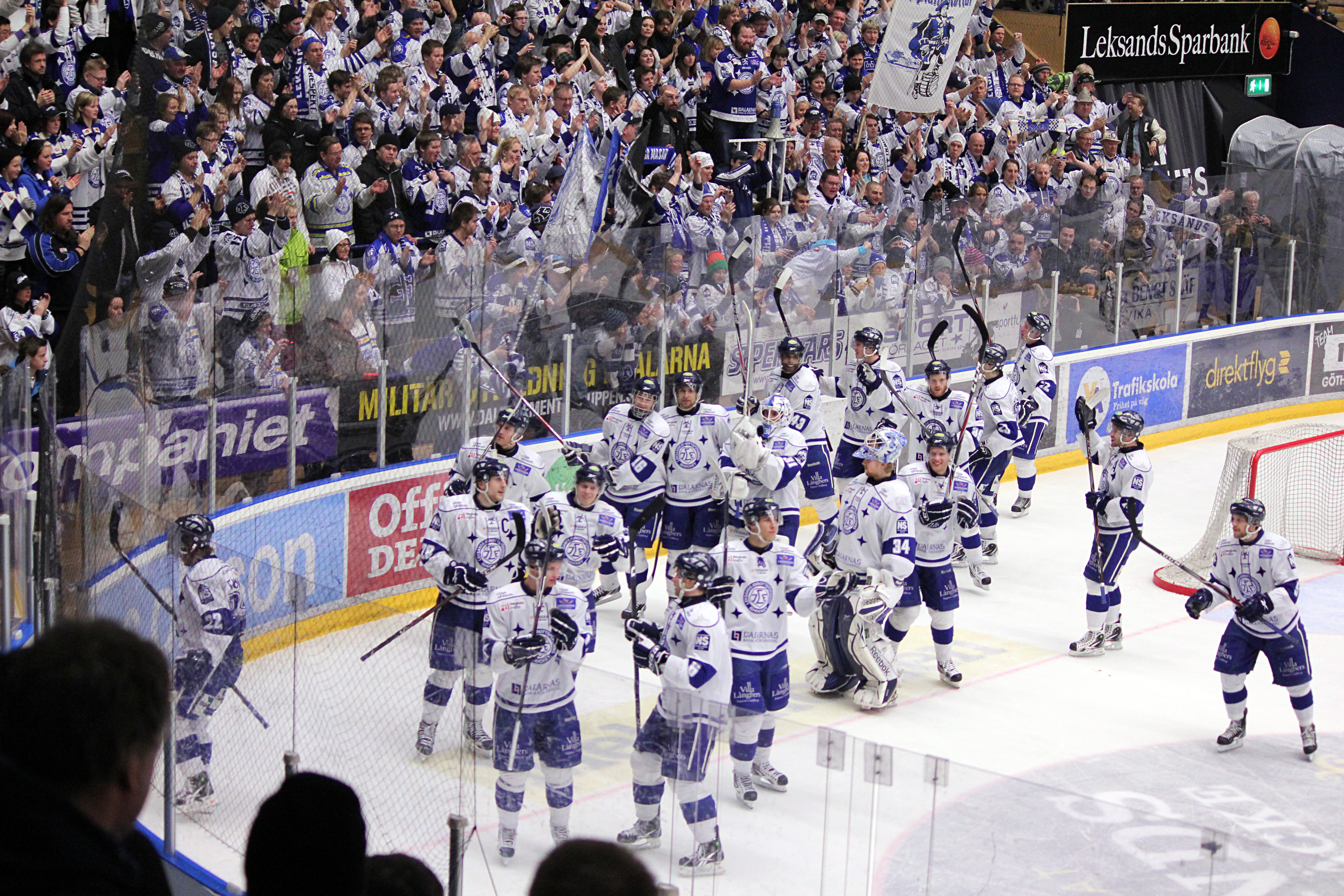
Spieler bedanken sich bei den Anhängern
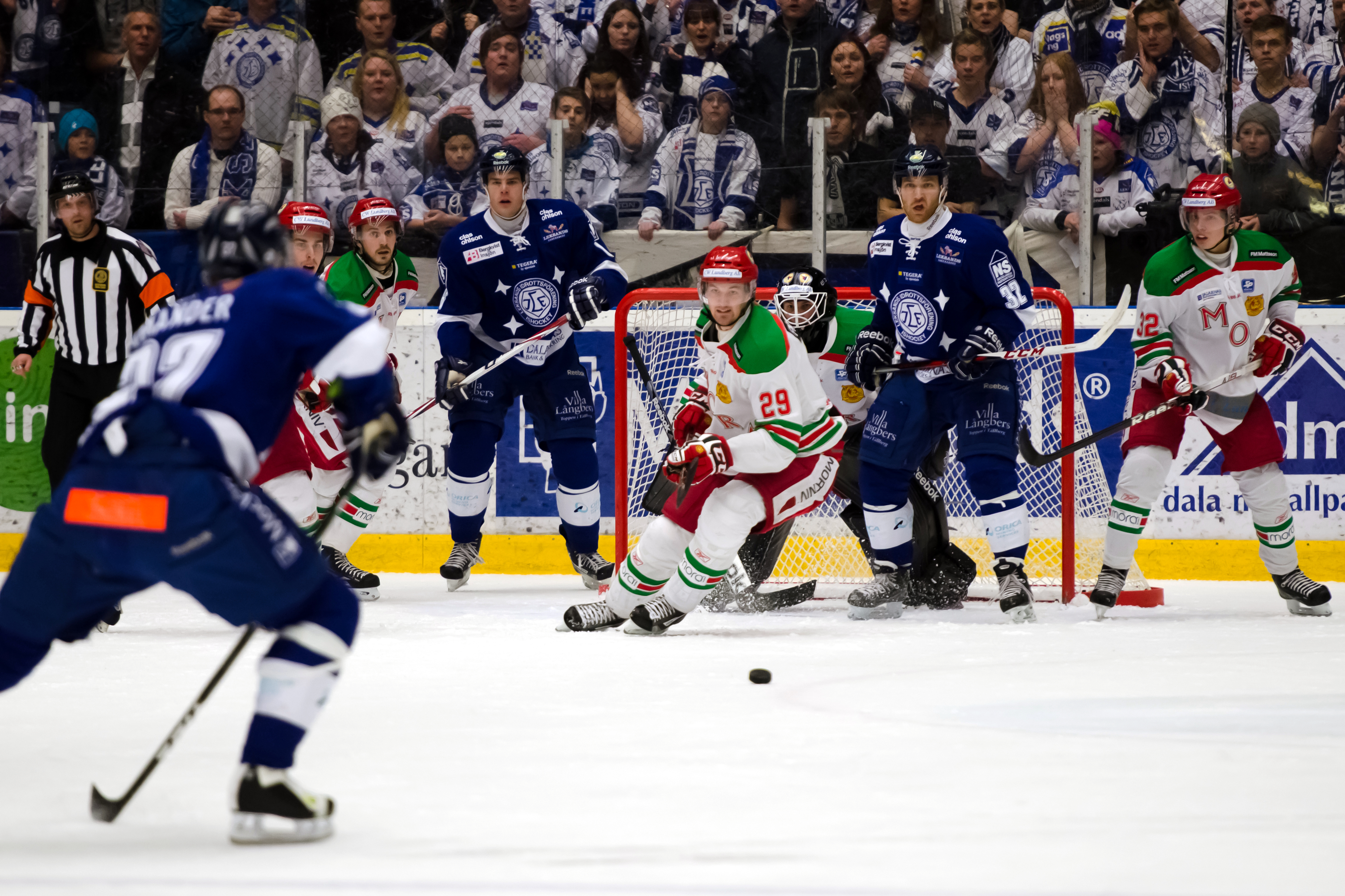
Leksands IF hat den Mora IK zu Gast
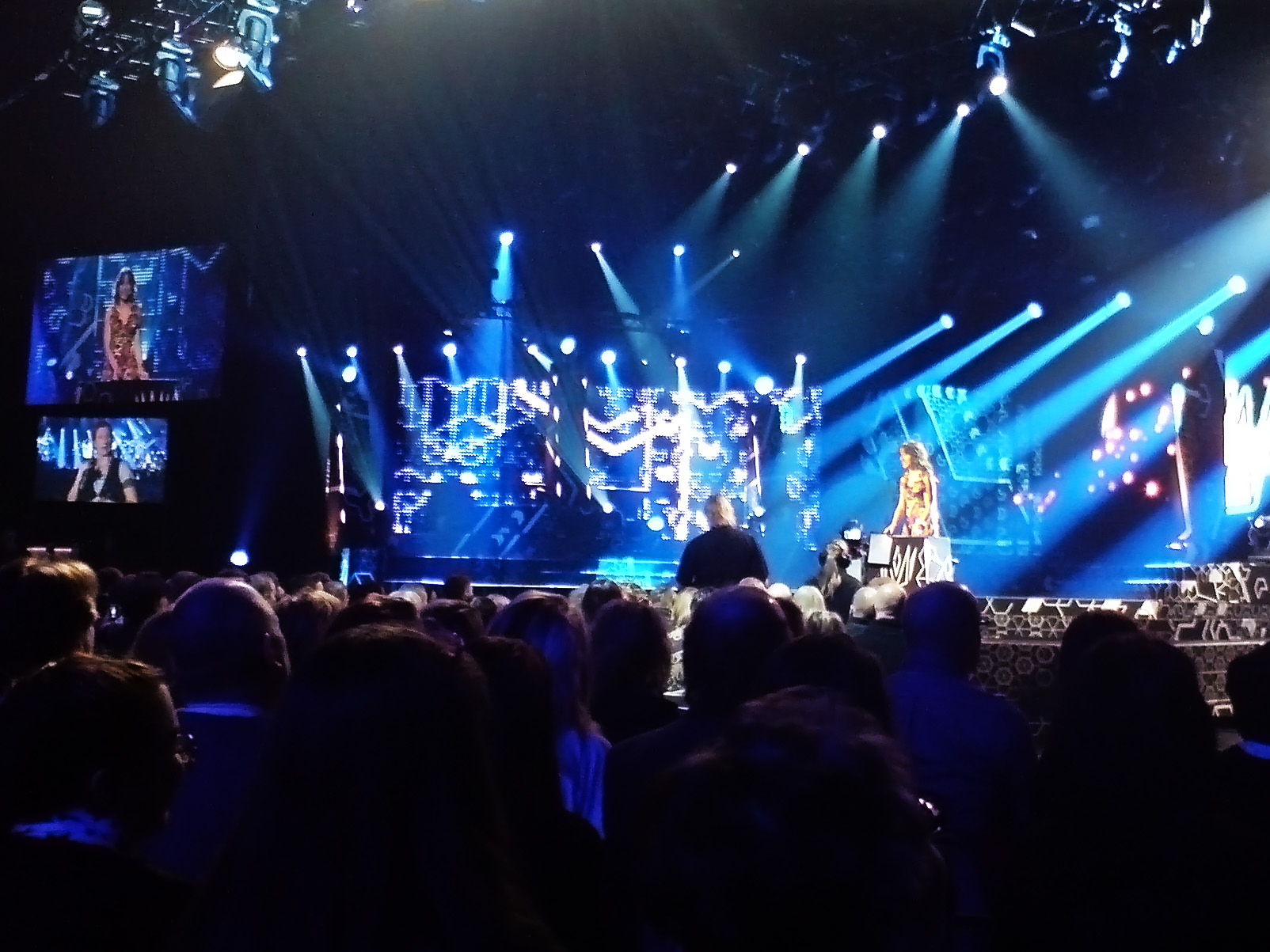
Melodifestivalen (2009)